# Heinrich Schliemann
Heinrich Schliemann (Neubukow, 1822. január 6. – Nápoly, 1890. december 26.) német kereskedő, régész, akit az ásó világhírű dilettánsaként is emlegettek.
Gyermekkorától fogva vonzotta a görög mitológia, annyira, hogy ez vezette arra az elhatározásra, hogy az Iliasz helyszínét, Tróját a valóságban is megkeresse. Sikerrel tárta fel Mükénét és számos kisebb égei települést is. Élete, melyet megjelent emlékirataiban is olvashatunk, számtalan embert ejtett ámulatba. Azonban Schliemann megítélése ma is erősen ellentétes érveken alapul, az általa leírt történeteket már igen erős forráskritikával használják fel. (lásd David Traill: Schliemann of Troy)

## Fiatal évei
Schliemann a németországi Mecklenburg-Schwerin nagyhercegségben született és nevelkedett, édesapja lezüllött, elszegényedett vidéki lelkész volt. Apja gyakran mondott neki mondákat, legendákat. Humanista ember lévén, mesélt Homérosz hőseiről: (Parisz, Heléna, Hektór, Akhilleusz), és Trójáról. 1829 karácsonyára megvette Jerrer „Illustrierte Weltgeschichte” című könyvét. Az egyik kép Aineiaszt ábrázolta, amint kisfiát kézen fogva, agg apjával a hátán menekül az égő városból. A kisfiú nézegette a képet, látta a vastag falakat, az óriási Skaiai-kaput. „Ilyen volt Trója?” kérdezte. „Senki nem tudja, hol van? Ha nagy leszek, megtalálom Tróját és a király kincseit.”
Korán feltűnt mitológiai érdeklődése. 1836-ban Schliemann a helyi szatócsnál lett inas, tanulásra semmi ideje sem maradt. Egy részeg matrózlegény tért be egyszer a boltba, aki tudott görögül, Schliemann többször is elszavaltatta vele Homérosz néhány sorát. Ez az élmény csak megerősítette gyermekkori vágyában. A szatócsmunka 19 éves korára úgy megerőltette, abba kellett hagynia. 1841-ben felkerekedett, hogy megcsinálja a szerencséjét Dél-Amerikában, de Texel szigeténél a hajó hajótörést szenvedett. Amszterdamba ment hát, s hamarosan bámulatos nyelvérzékére is fény derült: két év alatt megtanult hollandul, angolul, spanyolul, franciául, olaszul és portugálul. B. H. Schroeder, egy nagyobb gyarmati-kereskedelmi társaság igazgatója írnokként alkalmazta. Önszorgalomból, hat hét alatt szerzett orosz nyelvtudásának jóvoltából Schroeder Szentpétervárra küldte, ahol önálló üzletelésbe kezdett teával, indigóval és gyapottal a pétervári tőzsdén. Ezzel elég hamar jelentős vagyont szerzett. Minden, amihez nyúlt, arannyá változott a kezei között.
1851-ben bátyja temetésére Kaliforniába utazott, ahol bankot nyitott Sacramentóban, itt a bányászoktól aranyat vett át. Mivel Kaliforniát az Egyesült Államokhoz csatolták, automatikusan megkapta az észak-amerikai állampolgárságot. Szentpétervárra visszatérve 1852-ben vette feleségül Jekatyerina Petrovna Lizsinát, egy ügyvéd lányát, akitől három gyermeke született. Az 1860-as évek közepére Schliemann dúsgazdag ember lett, ugyanakkor rádöbbent, hogy nem is ezt szerette volna csinálni: hiszen elhatározta, megkeresi Tróját. 1854-ben megtanult svédül és lengyelül. 1856-ban hat hét alatt tanulja meg az újgörög nyelvet. 1856-ban és 1857-ben Itáliába, Jeruzsálembe, Petrába, Athénba és Egyiptomba tett utakat. Közben elsajátította a latin és arab nyelvet. 1864-ben és 1865-ben hosszabb utazásokat tett Indiába, Kínába, Japánba, Nicaraguába, az Egyesült Államok keleti részébe és Kubába. Az utazások végeztével Párizsban telepedett le, ahol bérbe vett egy birtokot, és beiratkozott a Sorbonne-ra.

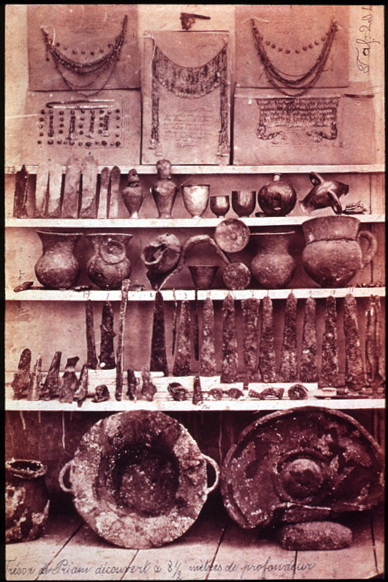
Az ún. Priamosz kincse

## Régészeti munkássága
1868-as itáliai útja alatt volt alkalma látni Róma és Pompeji tudományos feltárását és egy amatőr ásatást is Capri szigetén. Ezek az élmények vezethették arra, hogy munkásokat vegyen fel későbbi ithakai útján, és Északnyugat-Törökországban, a szájhagyomány ugyanis ide tette Trója helyét. Amikor elhagyta a területet, Frank Calvert, a törökországi brit nagykövet meggyőzte, hogy egy kis domb, a Hisszarlık alatt van a keresett mondabeli város, amelynek egy részét Calvert megvásárolta és már előzetesen, villaépítés közben néhol ásni kezdett. Schliemann ezután teljesen elvetette a korban kedvelt Bunarbashi-elméletet. (Bunarbashi egy közelben lévő település, amit a kor antik búvárai – Lechevalier leírásai miatt – Trójaként azonosítottak, mivel a megkezdett kutatások alkalmával bronzkori falak maradványaira leltek. Calvert volt az első, aki ez ellen volt)
1869-ben Schliemann könyvet írt Ithaque, le Peloponnèse et Troie címmel (Ithaka, Peloponnészosz és Trója) görögországi és törökországi útjairól; a könyv jóvoltából elnyerte a Rostocki Egyetem doktorátusát. Ugyanebben az évben elvált, új felesége Sophia Engasztromenosz lett, az athéni érsek unokahúga, ugyanolyan rajongója Homérosznak, mint Schliemann. Sophia azonban nem érezte jól magát Párizsban; visszatértek hát Athénbe és ott rendezték be otthonukat. A gyakran viharos, de tartós házasságból két gyerek született: Andromakhé és Agamemnón.
1870-ben (a török kormány engedélye nélkül) próbaképp két árkot ásott a Hisszarlık buckáján. A helyet Homérosz írása alapján próbálta meggyőzően és véglegesen azonosítani. Olyan adatokat gyűjtött az Iliaszból, melyek leírják a helyszínt. Ilyen például, hogy az eposz említést tesz arról, hogy Trója széljárta dombon állt, a Hisszarlik pedig elég szeles helynek bizonyult. Illetve ismeretes volt az is Homérosztól, hogy két különféle hőfokú vízforrása volt Trójának (amik időközben elapadtak). Az eposz szerint többször lementek a hajóikhoz a tengerhez, háromszor körbefutották a várost. Hisszarlikból az Ida-hegy is jól kivehető, ahonnan Zeusz egész Tróját látta. Hérodotosz szerint Xerxés, amint Ilionba érkezett, megtekintette a „priamoszi Pergamon” maradványait, és ezer szarvasmarhát áldozott az ilioni Athenenek. Xenophón elbeszélése alapján Mindarosz spártai hadvezér ugyanígy cselekedett és Arrianosz szerint Nagy Sándor követte példáját. Végül Caesar is sokat tett Ilium Novumért. Mindezek az írók csak álmodtak volna?

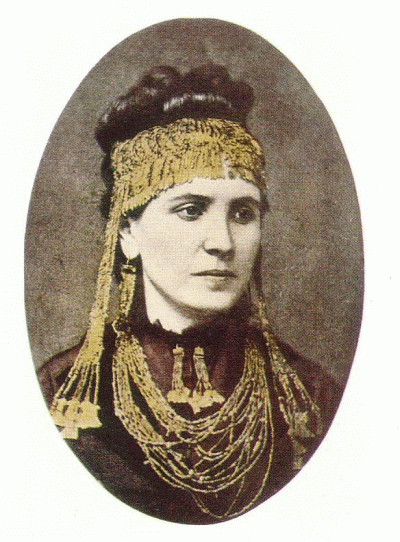
Sophia Schliemann portréja Priamosz kincseivel, 1873

A rákövetkező évben, 1871-ben visszatért, hogy elkezdje első legális trójai ásatását (1871–1873). Egy észak-dél irányú árkot vezetett keresztül a dombon. Kilenc réteget azonosított abban a hitben, hogy a második legidősebb réteg (Trója 12-es réteg) volt a Homérosz által leírt város. A munka sokáig eredménytelennek bizonyult, több, mint 250 000 m³ törmeléket mozgattak meg. Schliemann már ki is jelölte az ásatás utolsó napját: 1873. június 15. Az utolsó előtti napon meglátott valamit, feleségével mindenkit hazaküldetett. Schliemann saját kézzel kutatott tovább azon a helyen, 28 láb mélységben, miközben a hatalmas várfal minden percben összeomlással fenyegetett, és az ásatás végre meghozta az eredményét: 9 db aranyból és ezüstből készült csésze, 3 fejpánt, 60 csüngő és 8750 db színarany gyöngyszem; továbbá 6 talentumnyi ezüst és kb. 40 bronz fegyver és egyéb eszköz. A páratlan leletet rögtön Priamosz kincsével azonosította.
Schliemannak sokáig nem hittek. Néhány ellenlábas állítása szerint Schliemann egyenesen hazudott, félrevezette a közönséget, sőt, a talált kincsek nem is olyan régiek és értékesek. Hogy ezt megcáfolja, Schliemann többször is visszatért még Trójába (1878–1879-ben, 1882-ben és 1890-ben) és folytatta a feltárást. Két konferenciát tartottak Trójáról (1889-ben és 1890-ben), végre tudományosan is igazolták Schliemannt. A legutolsó munkálatok azonban azt bizonyították, hogy a Trója 2-es réteg valóban nem a homéroszi időkben keletkezett, az alulról számítva a hatodik rétegben feküdt.
Mükénét 1876-ban tárta fel. Itt nem kellett megkeresni a helyszínt. Az I. sz 170 körül itt járt Pauszaniasz leírta amit látott. Schliemann, a tudósok véleményével ellentétben, azt állította, hogy Agamemnón és társai sírja a várban van. A vázák és újra vázák hatalmas tömege után rábukkant egy kövekből képzett különös kettős körre, a mükénei kerek agorára. További kutatásai során kilenc sírhelyet fedezett fel. Az aranyleletek értéke szinte felbecsülhetetlen volt.
Az ásatásról írt jelentései a londoni The Timesban is megjelentek, ennek köszönhető a világhírnév, melyre Schliemann szert tett. Az arany- és ezüstleletek még látványosabbak, még épebbek voltak, mint a Trójában találtak. Ezután tárta fel Orkhomenósz városait (1881, 1886), Tirünsz városát (1884–1885) és Marathont (1884).
1890-ben érte utol a halál Nápolyban, amikor Athénbe tartott. Az utcán esett össze, de senki nem segített, mert nem akarták fizetni az orvosi ellátás esetleges költségét. Ekkor valaki felismerte: Hiszen ez egy dúsgazdag ember! Sajnos, már nem lehetett rajta segíteni.

## Jelentősége
Schliemann laikus, szakszerűtlen régész volt. Az első feltárások nélkülöztek minden hozzáértést. Lerombolt épületeket, falakat, bástyákat. Eduard Meyer, a nagy német történész szerint „Módszertelen eljárása, mellyel lehatolt az őstalajig a tudomány számára igen áldásosnak bizonyult. Rendszeres ásatások esetén a domb régebbi rétegei nemigen kerültek volna napvilágra”. Nagysága főleg abban rejlett, hogy a görögöket ráébresztette, hogy a mondáik, eposzaik nem csak mesék, kitalációk, azoknak történelmi valóság alapja van. Schliemann tevékenysége nyomán a mondák, legendák alapján láttak neki a régészek a régészeti kutatásoknak. Az eredmény igazolta Schliemann optimizmusát. Így tárták fel például a labirintust.
Görögország olyan sokat köszönhet Schliemannak, hogy hálából az athéni Régészeti Múzeum bejáratánál egyik oldalon Schliemann, másik oldalon új felesége Sophia szobra áll.

## Hagyatéka
Végrendelkezése értelmében hagyatékul annak a nemzetnek szánta, „melyet legjobban szeretett, és legtöbbre becsült”. Először a görög, majd a francia kormánynak ajánlotta fel. Később az általa 80 000 font értékűre becsült gyűjteményt Pétervárnak odaadta volna 40 000 fontért.
Rudolf Virchownak, a világhírű orvosnak köszönhetően a gyűjtemény Berlinbe, az őstörténeti múzeumba került. Sértetlenül átvészelte az első világháborút, majd jött a második világháború, és bombák hullottak Berlinre. A gyűjtemény egy része épségben maradt és először a porosz állami bankba, majd a berlini Állatkert óvóhelyére került. A bank épülete romba dőlt, a bunker is találatot kapott. A kerámiakincsek egy részét Schönebeck várába, részben a Boroszló melletti Petruschen-kastélyba, valamint a Lebus-kastélyba szállították. Schönebeckben semmi sem maradt meg, Lebus kastélyát kifosztották. Egy régésznő engedélyt kapott, Lebus átvizsgálására (a hírek szerint maradt még épségben kerámia) 50 font értékben cukorkát vásárolt, és a gyerekekkel elcserélte elszórt régi cserepekre. A gyerekek a több cukor érdekében összetörték a még épen maradt darabokat.
A lakosságnak fogalma sem volt a cserépedények értékéről. Lakodalmak előestéjén a legények kivonultak, hoztak egy taliga urnát és amforát, majd vidám ujjongás közepette földhöz vagdosták. Így pusztult el másodszorra számos régészeti emlék Trója hagyatékából, és néhány kiló cukorka segítségével így gyűjtötték egy részüket újra össze.

## Magyarul megjelent művei
- Életem, kalandjaim. Önvallomások; jegyz. Alexander Stoll, bev. Georg Karo, ford. Mátrai Tamás; Gondolat, Bp., 1963 (hasonmásban: 2000)

## Elismerései
- Oroszország díszpolgára
- Szentpétervári kereskedelmi Bíróság tagja
- Szentpétervári Nemzeti Bank igazgatója
- Rostocki Egyetem doktora
- Német Antropológiai Társulat tiszteletbeli tagja
- Berlin díszpolgára